# Blockhusuddens Flyttblock

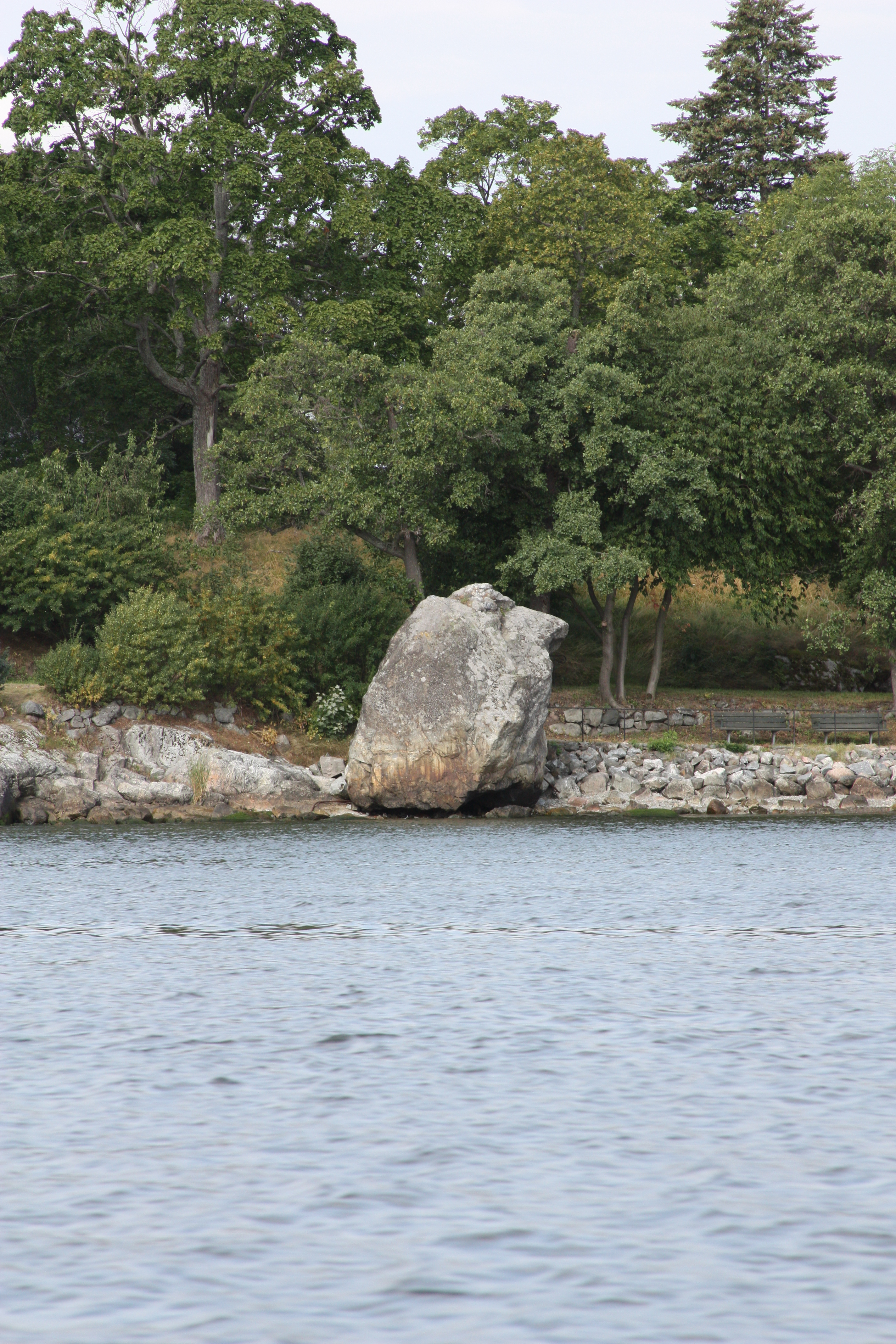
Blockhusuddens Flyttblock

Der Blockhusuddens Flyttblock (auch Blockhusuddsblocket) ist ein großer Findling, der am Ufer der Ostsee auf der Halbinsel Blockhusudden im Osten von Djurgården, einem Stadtteil von Stockholm in Schweden, liegt. 
Zur Zeit Gustav Wasas im 16. Jahrhundert stand auf der Halbinsel ein Blockhaus genanntes Verteidigungsgebäude aus Holz und Stein zur Verteidigung der Schiffseinfahrt nach Stockholm, das dem Kap den heutigen Namen gab. 
Der Findling gilt als der bekannteste auf Djurgården.
Vom Felsblock aus hat man einem Blick auf Fjäderholmarna und auf die Einfahrt nach Stockholm. 